# 馬元龍
馬元龍（？年—？年），雲南澂江府河陽縣人，由乾隆三十年乙酉科舉人，乾隆五十八年署順慶府通判。是一位政治人物，明清時曾在四川順慶府岳池縣（位於今四川東北部，武周萬歲通天二年分南充、相如二縣置，是一個千年古縣）擔任官吏。歷任彰明縣知縣。